# گیوم کوستو
گیوم کوستو (فرانسوی: Guillaume Coustou‎; زاده ۲۹ نوامبر ۱۶۷۷ – درگذشت ۲۲ فوریهٔ ۱۷۴۶) مجسمه‌ساز سبک باروک اهل فرانسه بود. او مجسمه‌ساز سلطنتی لوئی چهاردهم و لوئی پانزدهم بود و در سال ۱۷۳۵ مدیر آکادمی سلطنتی نقاشی و مجسمه‌سازی شد. او بیشتر به خاطر ساخت مجسمه‌های اسب برای قلعه مارلی، که نمونه‌های آن اکنون در میدان کنکورد پاریس قرار دارد، شناخته می‌شود.

## آثار

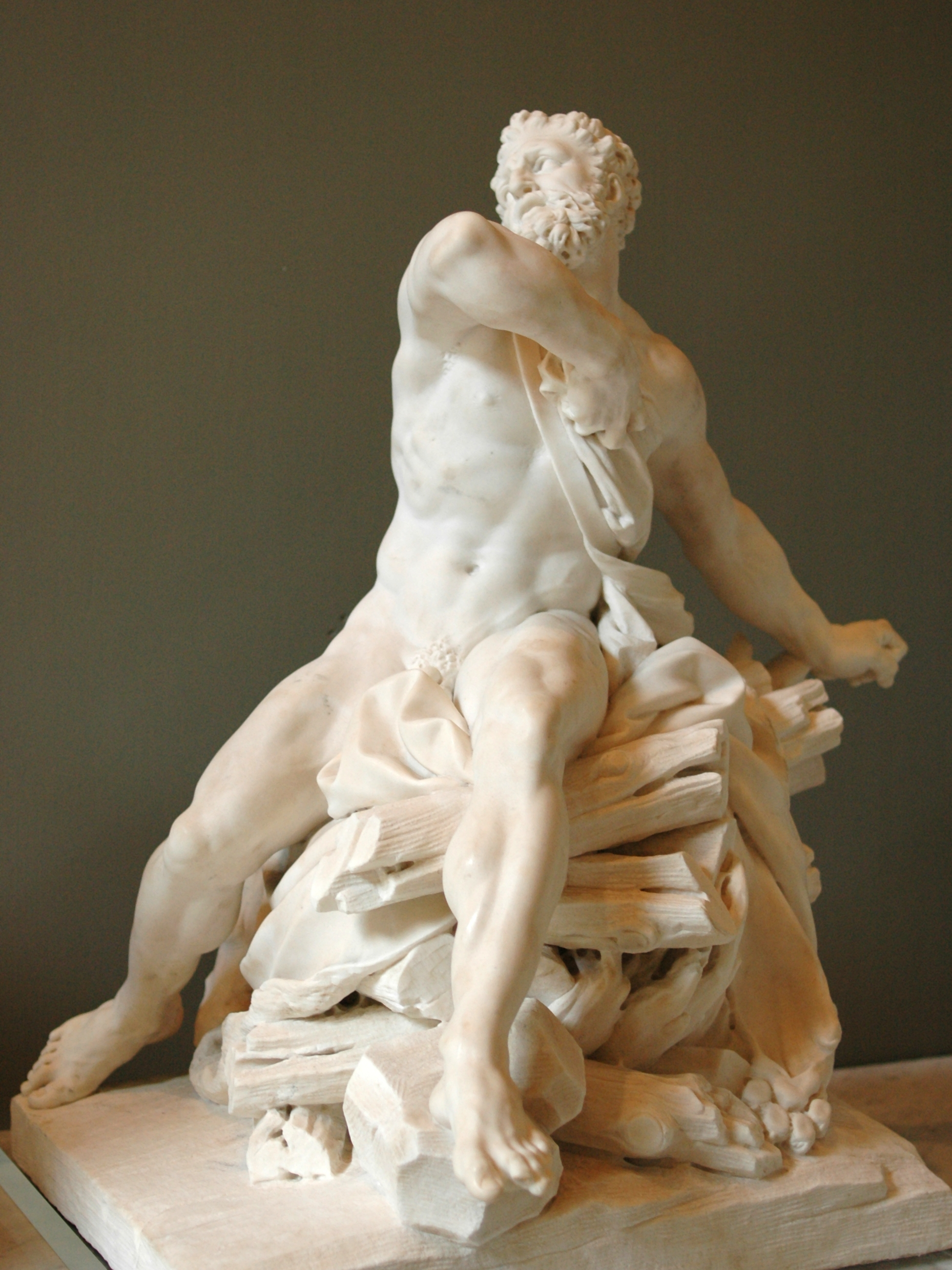
Hercules on the pyre, (1704), the Louvre
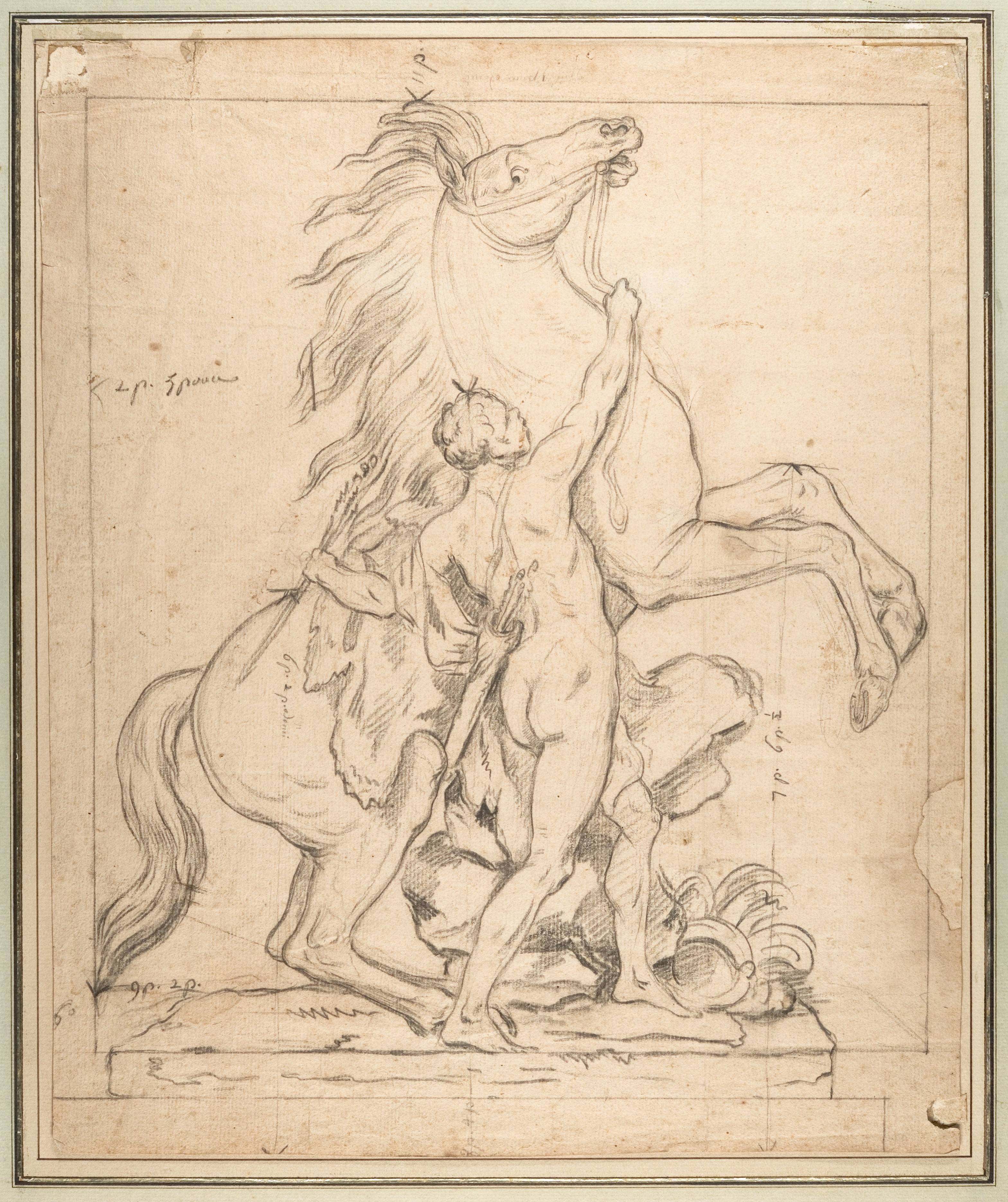
Study for one of the horses of Marly (Metropolitan Museum)
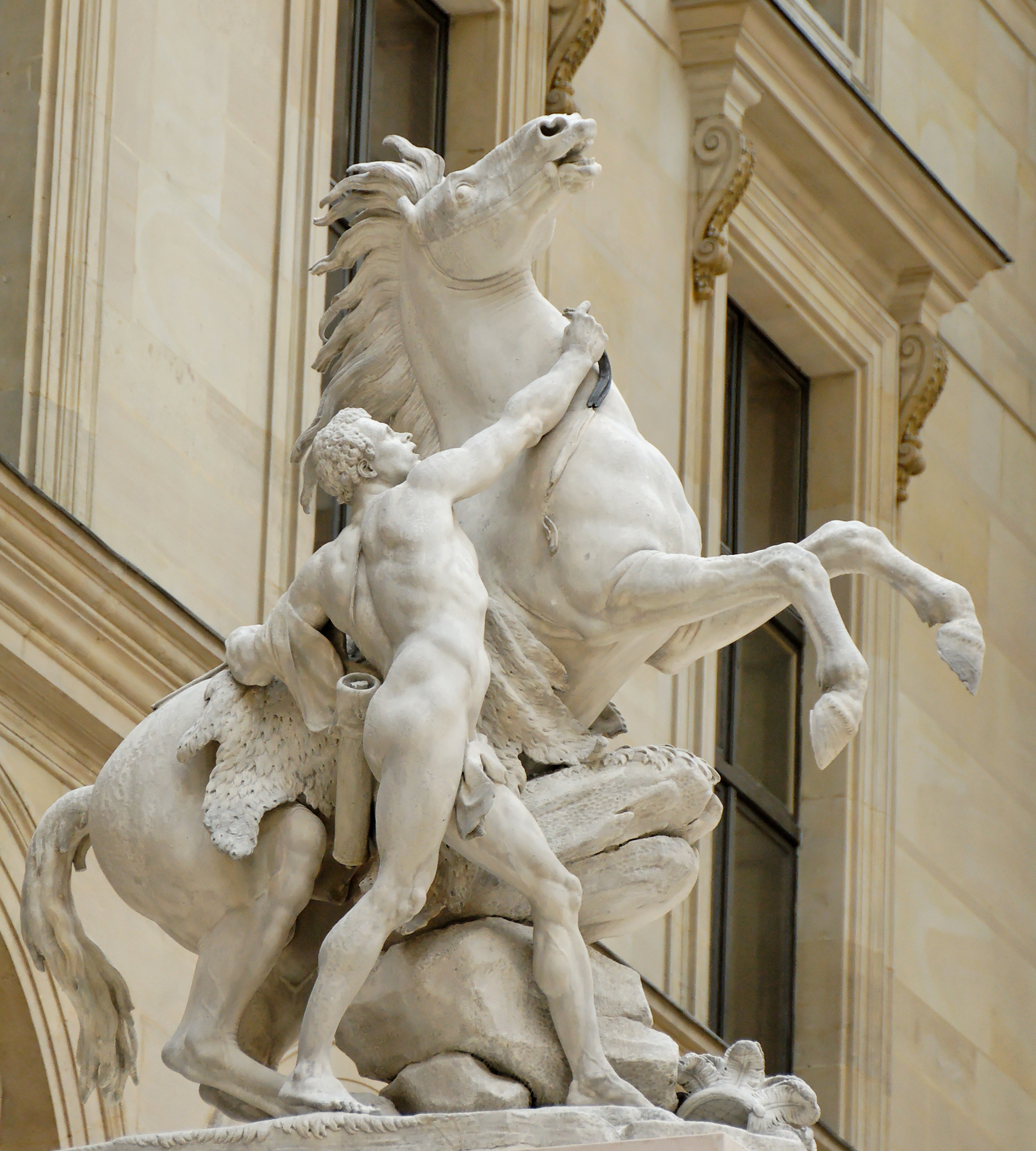
One of the Chevaux de Marly
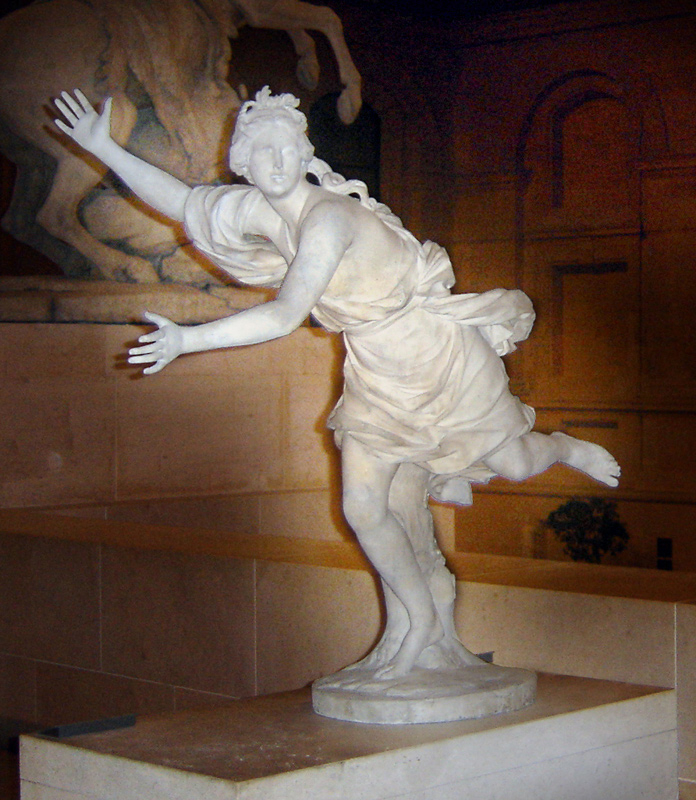
Daphne chased by Apollo, Louvre
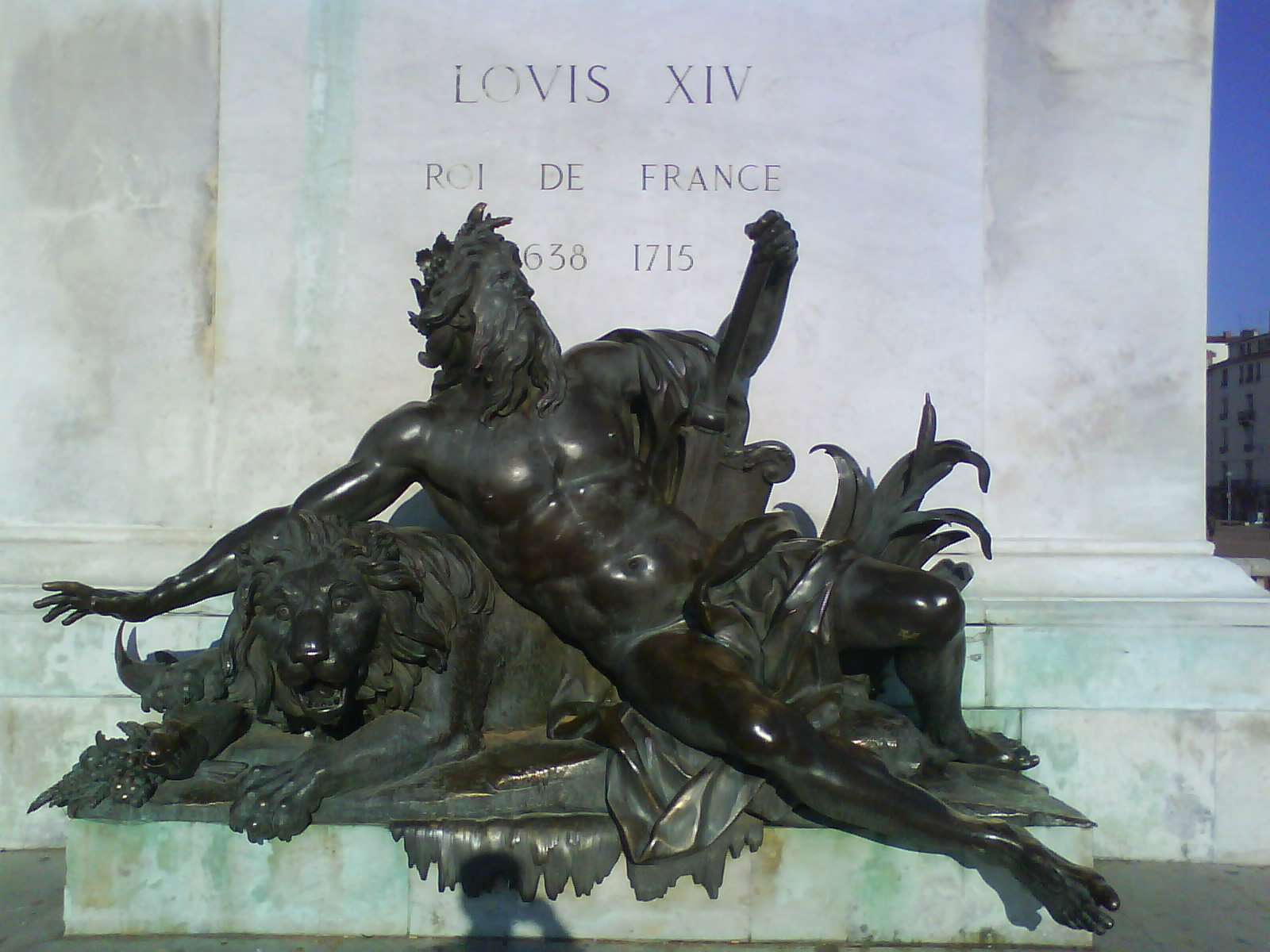
Allegory of the Rhone River, Lyon
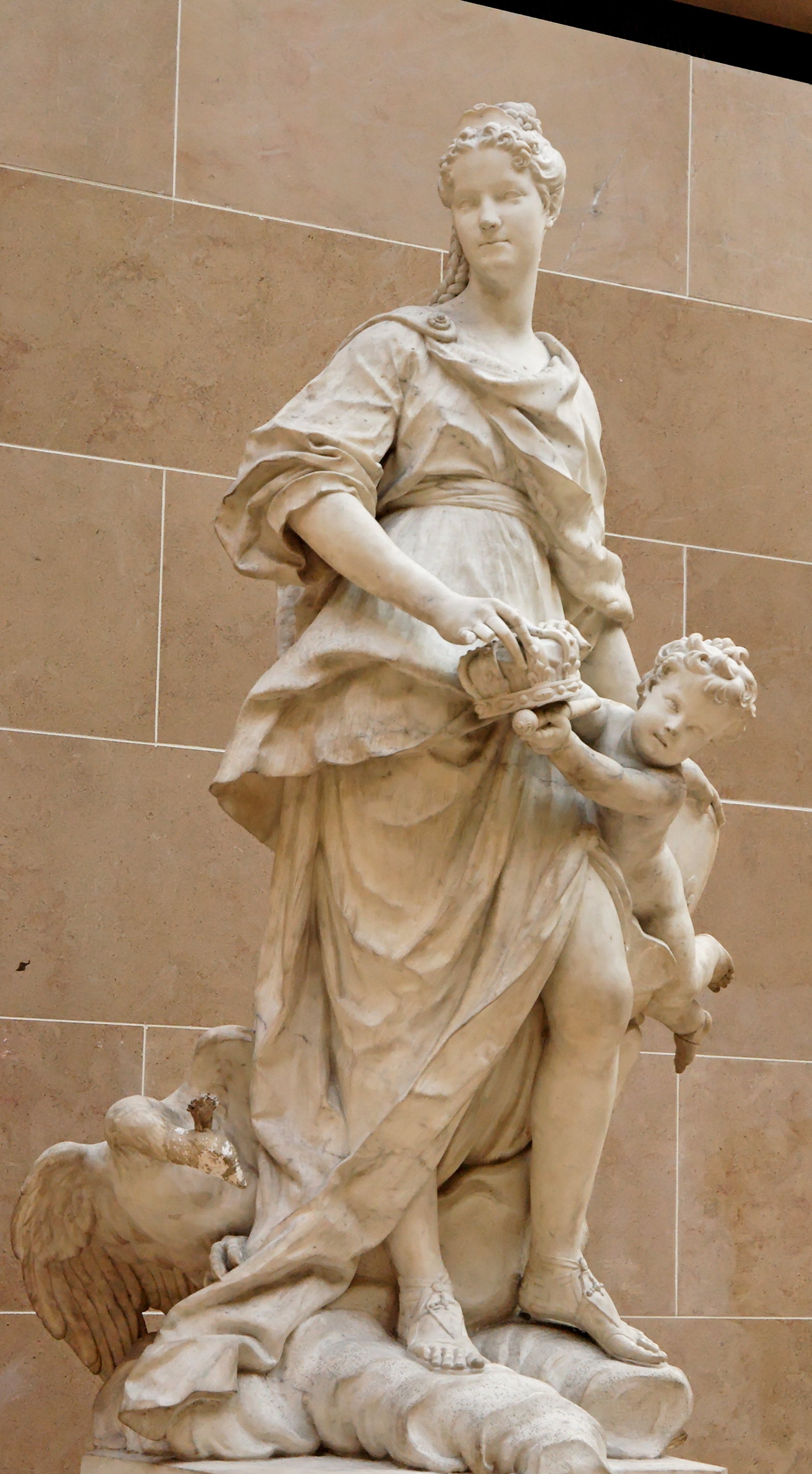
Marie Leszczynska, the Louvre
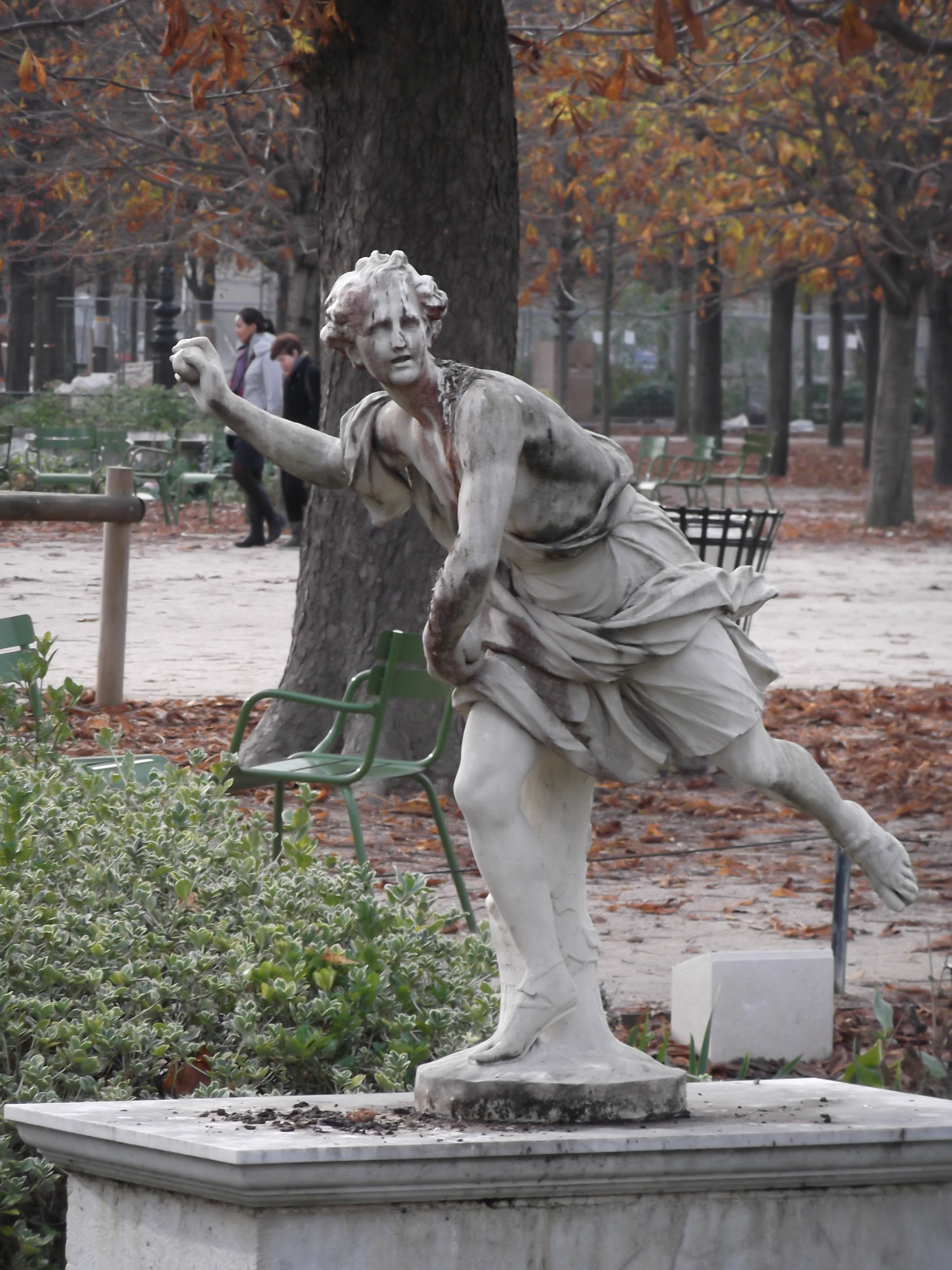
Hippomène, Tuileries Garden
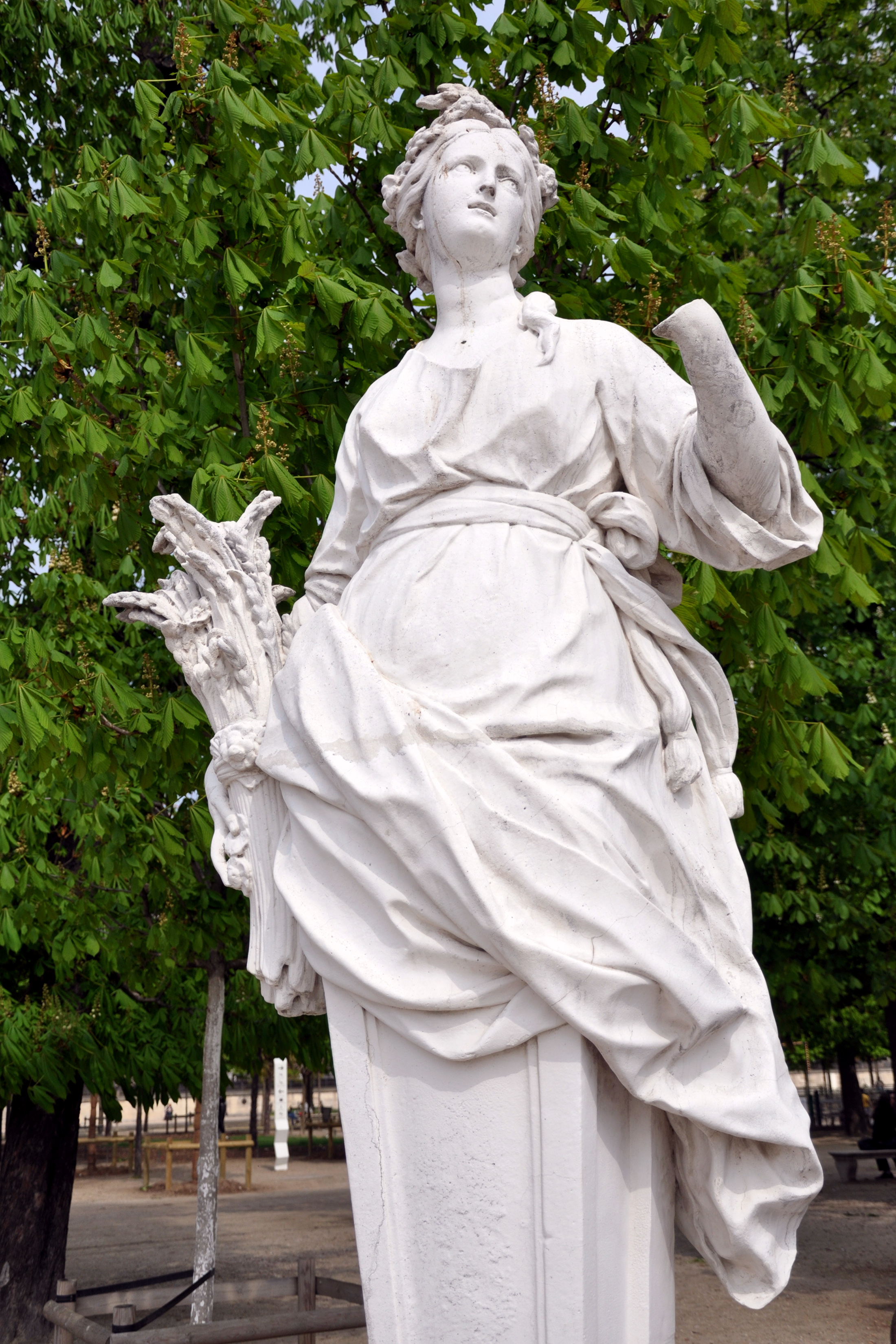
Summer from The Four Seasons, originally at Marly, now in Tuileries Gardens
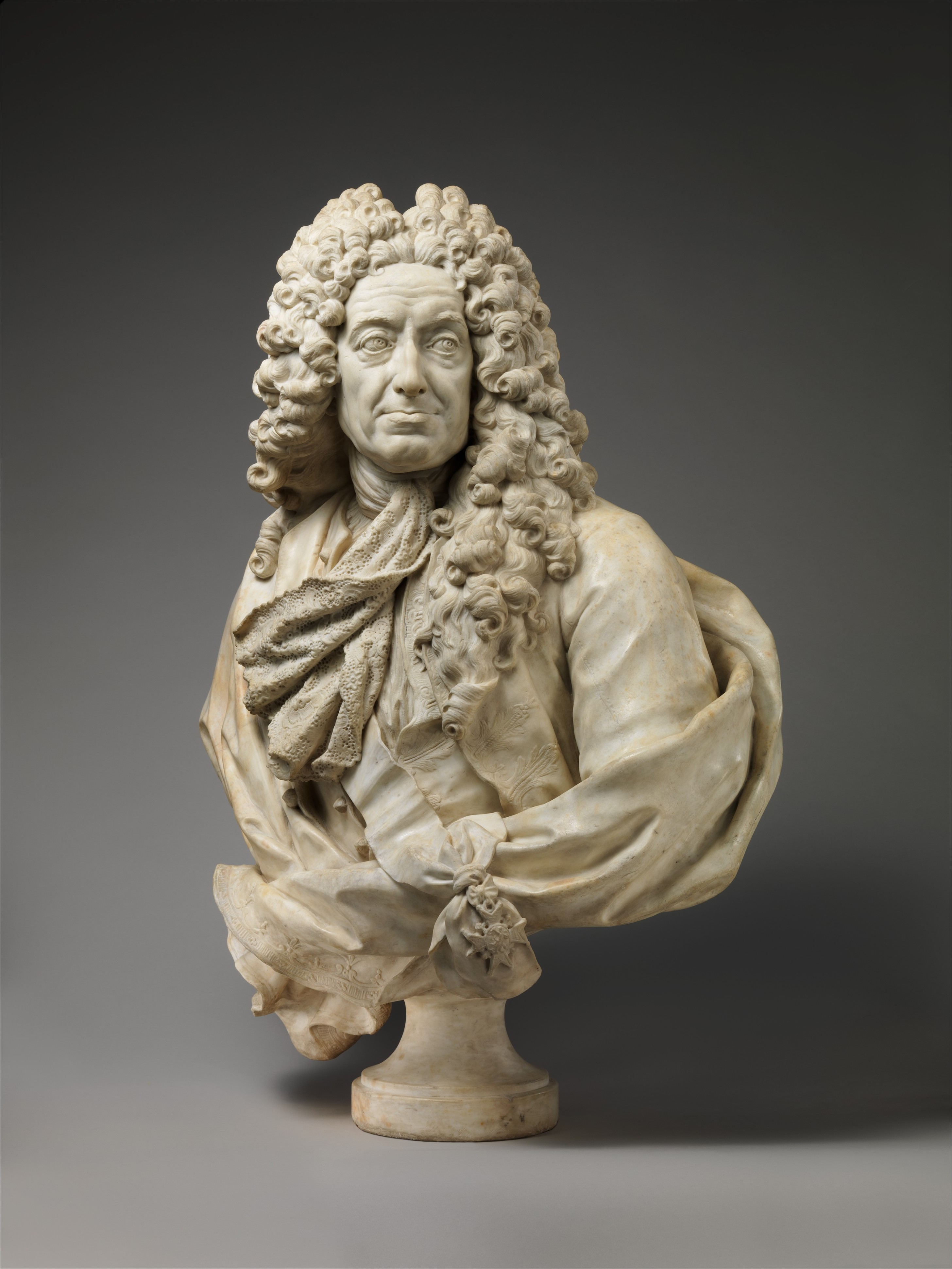
Bust of Samuel Bernard